# Марусев, Олег Фёдорович
Оле́г Фёдорович Ма́русев (2 октября 1944, Ташкент — 14 апреля 2021, Москва) — советский и российский актёр театра и кино, режиссёр и телеведущий, театральный педагог. Заслуженный артист Российской Федерации (1993), кандидат философских наук.

## Биография
Родился 2 октября 1944 года в Ташкенте. Детство прошло в Херсоне. В 1963—1966 годах проходил службу в Советской Армии, гвардии сержант, награждён юбилейной медалью «20 лет Победы в Великой Отечественной войне». В конце 1960-х годов, после окончания Днепропетровского государственного театрального училища, работал в театре Геннадия Юденича «Скоморох». Но властям театр пришёлся не по душе, и, после нескольких лет гонений, театр расформировали. Кроме того, два года был конферансье в джаз-оркестрах под управлением Эдди Рознера (в Москве и Гомеле) и, продолжив образование, получил дипломы режиссёра в Государственном институте театрального искусства (ГИТИС) и театроведа — в Киевском государственном институте театра и кино.
Позже ушёл на телевидение, где проработал 35 лет (с 1971 по 2006 год). За это время он создал несколько цикловых программ: «Концерт после концерта», «С песней по жизни» и «После смены» (Первая программа ЦТ), «Под знаком зодиака» (1-й канал Останкино), «Пойми меня» (ОРТ, НТВ), «Щедрое лото» и «Щедрый миг» (REN TV), «Старая квартира»
(РТР), «Преферанс по пятницам» (Спорт) и другие. В последние годы Олег Марусев отошёл от телевидения и вновь вернулся в театр. На этот раз — в «Театр Луны». Снимался в кино.
В начале 2000-х годов был руководителем пресс-службы (пресс-секретарём) располагавшегося на Голубинской улице в Москве развлекательного аквапарка «Трансвааль-парк», обрушившегося вечером субботы 14 февраля 2004 года.
С 2010 года до конца жизни являлся председателем попечительского совета Международного центра Искусств Маргариты Майской «Арт-Изо-Центр», а также председателем жюри Международного фестиваля искусств «Арт-Изо-Фест». Преподавал в Высшей школе кино и телевидения «Останкино».

### Смерть
Скончался на 77-м году жизни 14 апреля 2021 года в Москве после продолжительной болезни. Прах захоронен 26 апреля на Алексеевском кладбище в Москве.

## Личная жизнь
Супруга Алла Марусева, вместе они были с 1979 года. От этого брака родилась дочь — Наталья.

## Фильмография
- 1970 — «Крушение империи» — хозяин дирижабля
- 1979 — «Возвращение чувств» — Раиль
- 1990 — «Адвокат» («Убийство на Монастырских прудах») — кандидат в мэры Алексашин
- 1997 — «Графиня де Монсоро» — де Крийон
- 1998 — «Кто, если не мы» — директор школы
- 2000 — «Марш Турецкого» — Леонид Богачёв, руководитель фирмы «Махаон» (фильм № 1 «Лекарство для покойника»)
- 2002 — «Джокеръ» — Степан
- 2002 — «Пятый Ангел» — депутат Акимушкин, приятель Глухарёва
- 2003 — «Дни Ангела» — Григорий, управляющий рестораном
- 2004 — «Воры и проститутки. Приз — полёт в космос» — кандидат в президенты США Ларри
- 2004 — «Ералаш № 184»: «Лагерь моей мечты» — Апполинарий Семёнович, директор лагеря
- 2005 — «Охота на изюбря» — эпизод
- 2005 — «Гибель империи» — владелец аттракциона «Цеппелин» (1-я серия «Демон»)
- 2005 — «Неотложка-2» — Андрей, депутат (2-я серия «Автобус»)
- 2005 — «Очарование зла» — Крымов
- 2006 — «Лифт» — муж
- 2007 — «Театр Луны, или Космическая дурочка 13.28» — вахтёр
- 2007 — «Эксперты» — Владимир Алексеевич Мозжунин, режиссёр (фильм № 11 «Последняя роль»)
- 2009 — «Огни большого города» — Иван Сергеевич, хирург, приёмный отец Лики
- 2011 — «МУР. Третий фронт» — Тарас Игоревич Минин, артист
- 2013 — «Партия для чемпионки» — Олег Фёдорович, издатель
- 2014 — «На одном дыхании» — Красавин
- 2017 — «Победители» — генерал-прокурор

## Спектакли в Театре Луны
- Городской мюзикл «Маяковский» — Человек с двумя поцелуями
- «Королева» («Нельская башня») — Ангерран де Мариньи
- «Жена на бис» — Марко
- «Ночь нежна» — Девре Уоррен
- «Матри — Архат» — Генерал Ной-старший
- «Ордалии» — Туз Жан Силович
- «Диагноз: Эдит Пиаф» — Доктор Тиссо
- «Природный экстрим» — Царь
- «Профессиональный инстинкт» — Судья
- «Рококо» — Одинокий

## Награды и звания
- Орден Дружбы (2010) — за заслуги в развитии отечественной культуры и искусства, многолетнюю плодотворную деятельность[18]
- Медаль ордена «За заслуги перед Отечеством» II степени (2005) — за многолетнюю плодотворную деятельность в области культуры и искусства[19]
- Заслуженный артист Российской Федерации (1993) — за заслуги в области искусства[2]
- Кандидат философских наук
- Профессор Российской академии театрального искусства (РАТИ-ГИТИС)
- Заведующий кафедрой актерского мастерства МИТРО
- Действительный член Российской академии естественных наук (РАЕН)

## Награды и номинации
- Лауреат Первого Московского конкурса артистов эстрады
- Лауреат Всесоюзного конкурса молодых исполнителей

## Отзывы
Умение творчески переключаться с одного рода занятий на другой, присущее в полной мере Олегу Марусеву, дорогого стоит. Он умеет уходить из одного амплуа, не уходя. Проживать несколько разных жизней в пределах одной большой жизни. Много лет я знал Марусева как блистательного конферансье и телеведущего. Сегодня наслаждаюсь его ролями в театре и кино. И теперь, представляя его на сцене, ведущие даже не упоминают о том, что перед нами гениальный конферансье! Новые ипостаси этого человека способны затмить старые! Неожиданно узнаю, что у Олега Марусева есть ещё и философские работы. А совсем недавно я услышал в Доме кино как он поёт. Браво, дорогой Артист!Александр Карпенко